# آ میت
آ میت (انگلیسی: A Mít؛ زادهٔ ۱۹۹۷) یک ورزشکارِ فوتبالیست اهل ویتنام است.